# Gilles Mimouni
Pour les articles homonymes, voir Mimouni.
Gilles Mimouni (né en 1956) est un scénariste et réalisateur français.
Il est le frère de Patrick Mimouni, né en 1954 à Constantine.

## Biographie
Gilles Mimouni est principalement connu pour son film L'Appartement, sorti en 1996, avec Vincent Cassel et Monica Bellucci, objet en 2004 d'un remake américain, Rencontre à Wicker Park, de Paul McGuigan.

## Filmographie
Cinéma
- 1996 : L'Appartement avec Vincent Cassel et Monica Bellucci

Télévision
- 2010 : Il était une fois...Les tontons flingueurs, documentaire (série Un film et son époque)
- 2011 : Un, deux, trois, voleurs, téléfilm avec Isabelle Carré et Nicolas Cazalé